# Onthophagus zymoticus
Onthophagus zymoticus là một loài bọ cánh cứng trong họ Bọ hung (Scarabaeidae).